# Almond (pueblo)
Almond es un pueblo ubicado en el condado de Allegany en el estado estadounidense de Nueva York. En el año 2000 tenía una población de 1604 habitantes y una densidad poblacional de 13.5 personas por km².

## Geografía
Almond se encuentra ubicado en las coordenadas 42°19′14″N 77°44′15″O / 42.32056, -77.73750.

## Demografía
Según la Oficina del Censo en 2000 los ingresos medios por hogar en la localidad eran de $38 472, y los ingresos medios por familia eran $48 839. Los hombres tenían unos ingresos medios de $32 026 frente a los $25 000 para las mujeres. La renta per cápita para la localidad era de $18 805. Alrededor del 11.0% de la población estaban por debajo del umbral de pobreza.